# Chum Phae
Chum Phae (ชุมแพ) er hovedstaden i provinsen Khon Kaen i det nordøstlige Thailand (Isan-området). Befolkningstallet var i 2005 på 122.091.
16°32′35″N 102°06′37″Ø / 16.5431°N 102.1104°Ø